# Scottish Premier League
De Scottish Premier League (SPL) was van 1998 tot 2013 de hoogste voetbaldivisie in het Schots voetbalsysteem. De SPL en SFL fuseerden in 2013 en richtten de nieuwe Scottish Professional Football League op als opvolger.
Aan het einde van het laatste seizoen, 2012/13, stond de Scottish Premier League op 24e plek in de ranglijst van de UEFA, gebaseerd op de prestaties van de deelnemende clubs in de Europese competities. In totaal speelden er negentien clubs in de SPL. Celtic FC en Rangers FC verdeelden alle titels.

## Competitieopzet
Er deden twaalf teams mee. De nummer laatst degradeerde en werd vervangen door de kampioen uit de First Division, mits deze voldeed aan de door de Scottish Football Association (SFA) gestelde voorwaarden. Als gevolg hiervan werd Airdrieonians FC in 2002 failliet verklaard.
De opzet van de Schotse voetbalcompetitie is anders dan in andere landen. De twaalf teams die op het hoogste niveau spelen, spelen eerst 33 wedstrijden (drie keer tegen elke club), waarna de competitie in tweeën wordt gesplitst. De Nummers 1-6 spelen nog een halve competitie tegen elkaar, de nummers 7-12 doen hetzelfde.
Tot het seizoen 2000/01 bestond de competitie uit tien deelnemende clubs.
In de huidige liga kent de Premier League twee stadsderby's: Dundee United - Dundee FC (in Dundee) en Celtic - Partick Thistle (in Glasgow). Tot 2012 vond er eveneens een derby plaats tussen Celtic - Rangers (The Old Firm in Glasgow). In 2014 verdween opnieuw nog een befaamde derby tussen Heart of Midlothian - Hibernian (in Edinburgh), toen beide ploegen degradeerden uit de Premier League.

## Kampioenen
| Seizoen | D. | Kampioen | Statistieken | Statistieken | Statistieken | Statistieken | Statistieken | Trainer             |
| Seizoen | D. | Kampioen | W.           | O.           | G.           | V.           | P.           | Trainer             |
| ------- | -- | -------- | ------------ | ------------ | ------------ | ------------ | ------------ | ------------------- |
| 1998/99 | 10 | Rangers  | 36           | 23           | 8            | 5            | 77           | Dick Advocaat       |
| 1999/00 | 10 | Rangers  | 36           | 28           | 6            | 2            | 90           | Dick Advocaat (2)   |
| 2000/01 | 12 | Celtic   | 38           | 31           | 4            | 3            | 97           | Martin O'Neill      |
| 2001/02 | 12 | Celtic   | 38           | 33           | 4            | 1            | 103          | Martin O'Neill (2)  |
| 2002/03 | 12 | Rangers  | 38           | 31           | 4            | 3            | 97           | Alex McLeish        |
| 2003/04 | 12 | Celtic   | 38           | 31           | 5            | 2            | 98           | Martin O'Neill (3)  |
| 2004/05 | 12 | Rangers  | 38           | 29           | 6            | 3            | 93           | Alex McLeish (2)    |
| 2005/06 | 12 | Celtic   | 38           | 28           | 7            | 3            | 91           | Gordon Strachan     |
| 2006/07 | 12 | Celtic   | 38           | 26           | 6            | 6            | 84           | Gordon Strachan (2) |
| 2007/08 | 12 | Celtic   | 38           | 28           | 5            | 5            | 89           | Gordon Strachan (3) |
| 2008/09 | 12 | Rangers  | 38           | 26           | 8            | 4            | 86           | Walter Smith        |
| 2009/10 | 12 | Rangers  | 38           | 26           | 9            | 3            | 87           | Walter Smith (2)    |
| 2010/11 | 12 | Rangers  | 38           | 30           | 3            | 5            | 93           | Walter Smith (3)    |
| 2011/12 | 12 | Celtic   | 38           | 30           | 3            | 5            | 93           | Neil Lennon         |
| 2012/13 | 12 | Celtic   | 38           | 24           | 7            | 7            | 79           | Neil Lennon (2)     |

### Statistieken

#### Trainers met meerdere titels
| Trainer         | T. | Jaren kampioen            |
| --------------- | -- | ------------------------- |
| Walter Smith    | 3  | 2008/09, 2009/10, 2010/11 |
| Gordon Strachan | 3  | 2005/06, 2006/07, 2007/08 |
| Martin O'Neill  | 3  | 2000/01, 2001/02, 2003/04 |
| Neil Lennon     | 2  | 2011/12, 2012/13          |
| Alex McLeish    | 2  | 2002/03, 2004/05          |
| Dick Advocaat   | 2  | 1998/99, 1999/00          |

### Titels per club
| Team    | T. | Jaren kampioen                                                         |
| ------- | -- | ---------------------------------------------------------------------- |
| Celtic  | 8  | 2000/01, 2001/02, 2003/04, 2005/06, 2006/07, 2007/08, 2011/12, 2012/13 |
| Rangers | 7  | 1998/99, 1999/00, 2002/03, 2004/05, 2008/09, 2009/10, 2010/11          |

## Topscorers (1999-2017)
| Jaar | Speler          | Aantal | Club                           |
| ---- | --------------- | ------ | ------------------------------ |
| 1999 | Henrik Larsson  | 29     | Celtic                         |
| 2000 | Mark Viduka     | 25     | Celtic                         |
| 2001 | Henrik Larsson  | 35     | Celtic                         |
| 2002 | Henrik Larsson  | 29     | Celtic                         |
| 2003 | Henrik Larsson  | 28     | Celtic                         |
| 2004 | Henrik Larsson  | 30     | Celtic                         |
| 2005 | John Hartson    | 25     | Celtic                         |
| 2006 | Kris Boyd       | 32     | Kilmarnock (15) / Rangers (17) |
| 2007 | Kris Boyd       | 20     | Rangers                        |
| 2008 | Scott McDonald  | 25     | Celtic                         |
| 2009 | Kris Boyd       | 27     | Rangers                        |
| 2010 | Kris Boyd       | 23     | Rangers                        |
| 2011 | Kenny Miller    | 21     | Rangers                        |
| 2012 | Gary Hooper     | 24     | Celtic                         |
| 2013 | Michael Higdon  | 26     | Motherwell                     |
| 2014 | Kris Commons    | 27     | Celtic                         |
| 2015 | Adam Rooney     | 17     | Aberdeen                       |
| 2016 | Leigh Griffiths | 31     | Celtic                         |
| 2017 | Liam Boyce      | 23     | Ross County                    |

## Trivia
Sinds 1975 verzorgt Sportscene, uitgezonden op BBC Scotland, de wekelijkse verslagen van voetbalwedstrijden uit de Scottish Premier League.
Football League: 1890/91 · 1891/92 · 1892/93

First Division: 1893/94 · 1894/95 · 1895/96 · 1896/97 · 1897/98 · 1898/99 · 1899/00 · 1900/01 · 1901/02 · 1902/03 · 1903/04 · 1904/05 · 1905/06 · 1906/07 · 1907/08 · 1908/09 · 1909/10 · 1910/11 · 1911/12 · 1912/13 · 1913/14 · 1914/15 · 1915/16 · 1916/17 · 1917/18 · 1918/19 · 1919/20 · 1920/21 · 1921/22 · 1922/23 · 1923/24 · 1924/25 · 1925/26 · 1926/27 · 1927/28 · 1928/29 · 1929/30 · 1930/31 · 1931/32 · 1932/33 · 1933/34 · 1934/35 · 1935/36 · 1936/37 · 1937/38 · 1938/39 · 1939/40 · 1940/41 · 1941/42 · 1942/43 · 1943/44 · 1944/45 · 1945/46 · 1946/47 · 1947/48 · 1948/49 · 1949/50 · 1950/51 · 1951/52 · 1952/53 · 1953/54 · 1954/55 · 1955/56 · 1956/57 · 1957/58 · 1958/59 · 1959/60 · 1960/61 · 1961/62 · 1962/63 · 1963/64 · 1964/65 · 1965/66 · 1966/67 · 1967/68 · 1968/69 · 1969/70 · 1970/71 · 1971/72 · 1972/731973/74 · 1974/75

Premier Division: 1975/76 · 1976/77 · 1977/78 · 1978/79 · 1979/80 · 1980/81 · 1981/82 · 1982/83 · 1983/84 · 1984/85 · 1985/86 · 1986/87 · 1987/88 · 1988/89 · 1989/90 · 1990/91 · 1991/92 · 1992/93 · 1993/94 · 1994/95 · 1995/96 · 1996/97 · 1997/98

Premier League: 1998/99 · 1999/00 · 2000/01 · 2001/02 · 2002/03 · 2003/04 · 2004/05 · 2005/06 · 2006/07 · 2007/08 · 2008/09 · 2009/10 · 2010/11 · 2011/12 · 2012/13

Premiership: 2013/14 · 2014/15 · 2015/16 · 2016/17 · 2017/18 · 2018/19 · 2019/20 · 2020/21